# Thomisus angulatulus
Thomisus angulatulus är en spindelart som beskrevs av Roewer 1951. Thomisus angulatulus ingår i släktet Thomisus och familjen krabbspindlar.
Artens utbredningsområde är Gabon. Inga underarter finns listade i Catalogue of Life.